# Республика Корея на зимних Олимпийских играх 1992
Республика Корея принимала участие в Зимних Олимпийских играх 1992 года в Альбертвиле (Франция) в одиннадцатый раз за свою историю, и завоевала одну бронзовую, одну серебряную и две золотые медали. Сборную страны представляло 23 спортсмена, в том числе 4 женщины.

## Золото
- Шорт-трек, мужчины, 1000 метров — Ким Гихун.
- Шорт-трек, мужчины, 5000 метров, эстафета — Ким Гихун, Ли Джунхо, Мо Джису, Сон Джэгын.

## Серебро
- Конькобежный спорт, мужчины, 1000 метров — Ким Юнман.

## Бронза
- Шорт-трек, женщины, 1000 метров — Ли Джунхо.